# Muttereralmbahn

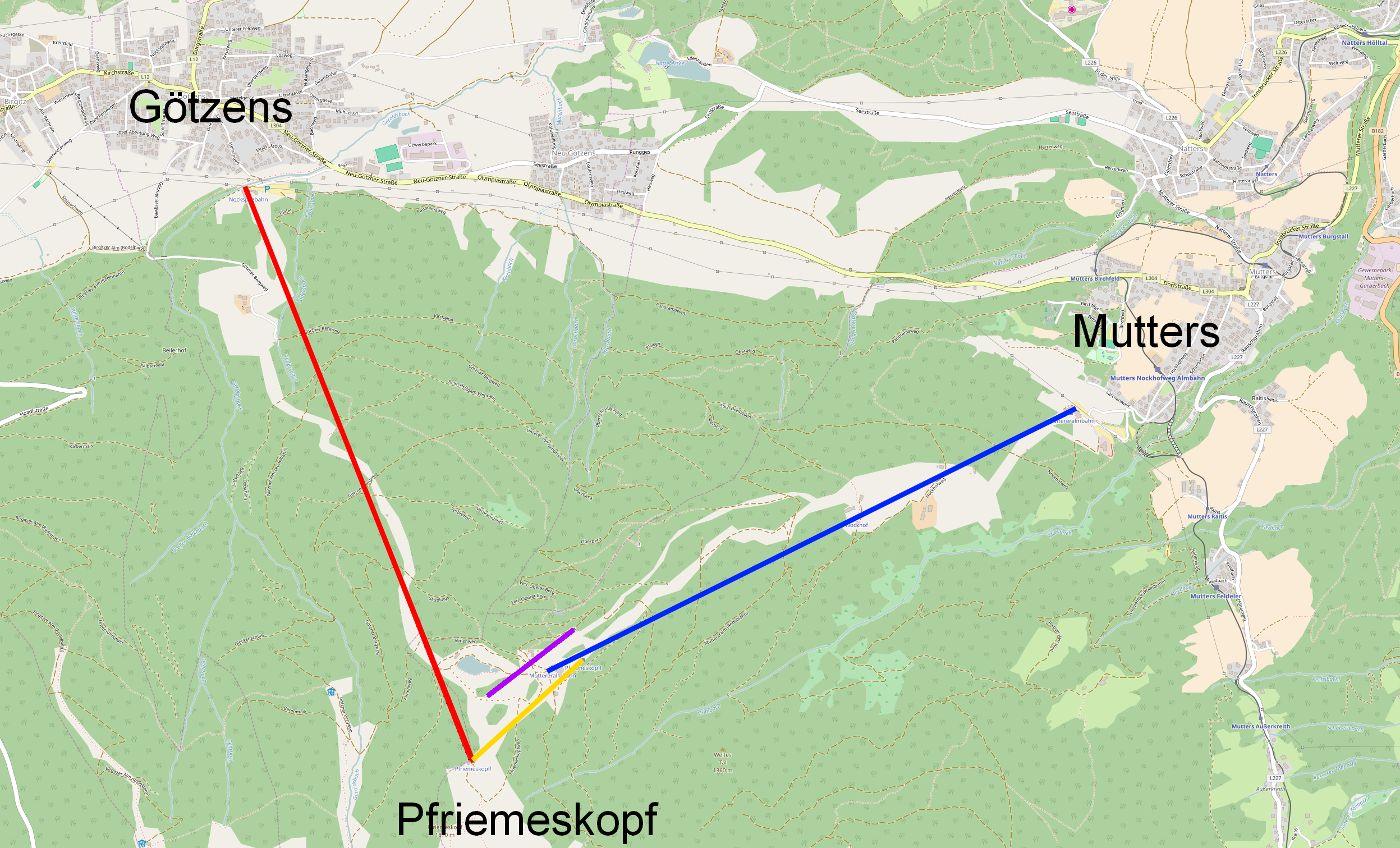
Lifte und Bahnen im Schigebiet Mutteralmbahn:
Muttereralmbahn (8er-Kabinen-Einseilumlaufbahn)
Nockspitzbahn (8er-Kabinen-Einseilumlaufbahn)
Pfriemesköpfl (Vierersesselbahn)
Almboden (Tellerlift)

Die Muttereralmbahn bezeichnet ein Schigebiet im Bereich der Mutterer Alm bei Mutters in Tirol. Die Bezeichnung wird auch für die hier in diesem Gebiet erste Gondelbahn verwendet.

## Alte Bahn (1953–2000)
Im Jahr 1949 stellte man erste Überlegungen zur Erschließung der beliebten Schiabfahrt von der Mutterer Alm an, welche allerdings wegen Geldmangel nicht umgesetzt werden konnten. Im Dezember 1953 wurde die erste Sektion Mutters–Nockhof in Betrieb genommen. Die zweite Teilstrecke Nockhof–Mutterer Alm folgte am 6. Jänner 1954. Die Bahn war als Zweiseilumlaufbahn mit 186 Doppelsesseln und einer Beförderungsleistung von 600 Personen pro Stunde ausgeführt.
Im Jahr 1961 wurden die Doppelsessel gegen 101 Kunststoffkabinen mit vier Sitzplätzen ausgetauscht. Die Beförderungsleistung sank auf 450 Personen pro Stunde. Durch die bessere Erschließung der Axamer Lizum und Patscherkofelbahn für die Olympischen Winterspiele 1964 ließ die Frequenz der Muttereralmbahn nach. Für das Jahr 1976 wurde ein Defizit von 7 Millionen Schilling (heute etwa 1.600.000 Euro) angegeben.
Im Jahr 1979 übernahmen die Innsbrucker Verkehrsbetriebe den Betrieb der Bahn. Im Juni 1993 wurde die Bahn an die Axamer Lizum Aufschließungs-Aktiengesellschaft verkauft. Die gesamte Anlage wurde im Oktober 2000 abgetragen.
|           | Talstation | Höhe Talst.  | Bergstation  | Höhe Bergst. | Streckenlänge | Höhendifferenz |
| --------- | ---------- | ------------ | ------------ | ------------ | ------------- | -------------- |
| Sektion 1 | Mutters    | 0958 m ü. A. | Nockhof      | 1258 m ü. A. | 1265 m        | 300 m          |
| Sektion 2 | Nockhof    | 1258 m ü. A. | Mutterer Alm | 1609 m ü. A. | 1610 m        | 351 m          |

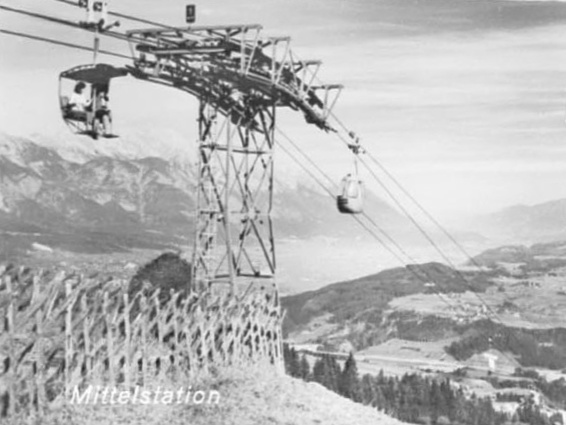
Doppelsessel trifft Kunststoffkabine bei der Mittelstation
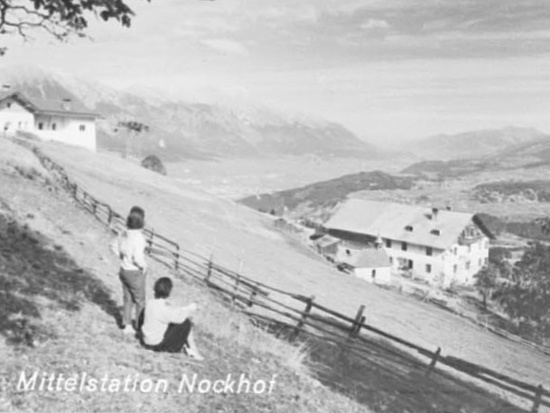
Mittelstation
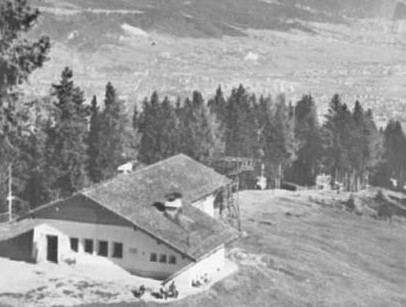
Bergstation

## Neue Bahnen (seit 2006)
Durch die Einstellung des Betriebs halbierten sich die Nächtigungszahlen in Mutters und Natters. Im Februar 2001 begann ein Projekt zur Neuerrichtung der Muttereralmbahn. Ursprünglich wurde ein Betriebsbeginn mit 2002 vorgesehen. Wegen einer Umweltverträglichkeitsprüfung mit Einsprüchen wurde der Baubeginn mehrfach verzögert. Der Spatenstich erfolgte am 10. Oktober 2005, der Betriebsbeginn am 5. Jänner 2006.
Für die Neuerrichtung trat der Götzener Hotelier Helmuth Zach als Investor auf und gründete die Muttereralm Bergbahnen GesmbH. Nach finanziellen Schwierigkeiten der Bahn zog sich dieser im Jahr 2011 zurück und die Gemeinden Mutters und Götzens sowie der Tourismusverband übernahmen das Schigebiet.
Im Dezember 2020 beschlossen die Gemeinderäte Mutters und Götzens, dass die Muttereralmbahn an das slowakische Unternehmen Tatry Mountain Resorts im Mai 2021 um 4,5 Millionen Euro verkauft wird, davon 1,25 Millionen Euro erst, wenn der Zusammenschluss mit der Axamer Lizum genehmigt ist.

### Muttereralmbahn
Die neue 8er-Kabinen-Einseilumlaufbahn führt vom Lärchenwald auf die Mutterer Alm. Sie hat eine Länge von 2801 m und eine Förderleistung von 2100 Pers./h.
Ähnlich wie bei der alten Bahn gibt es zwei Sektionen, jedoch kann nur bergwärts in der Mittelstation beim Nockhof eingestiegen werden.

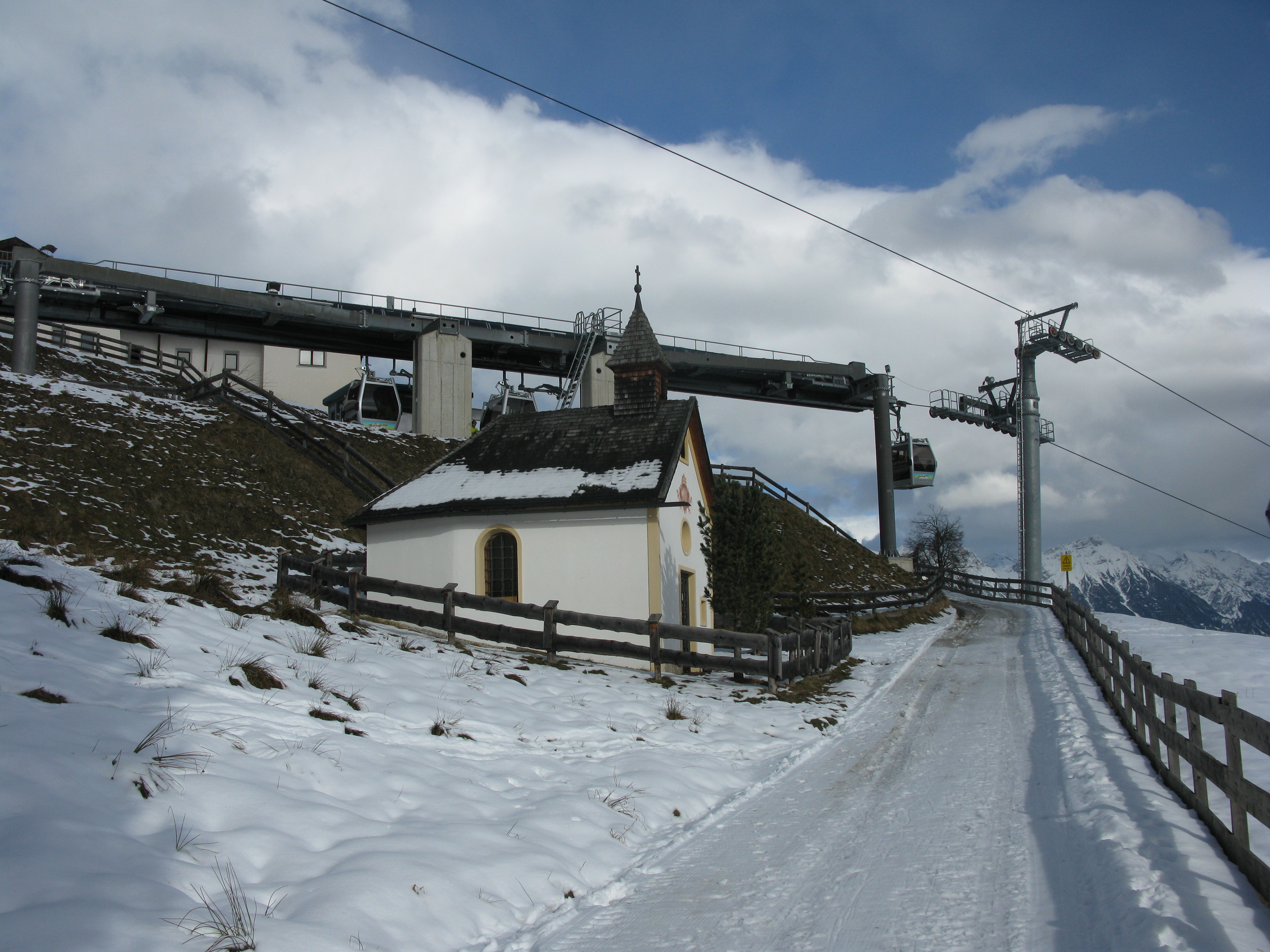
Mittelstation
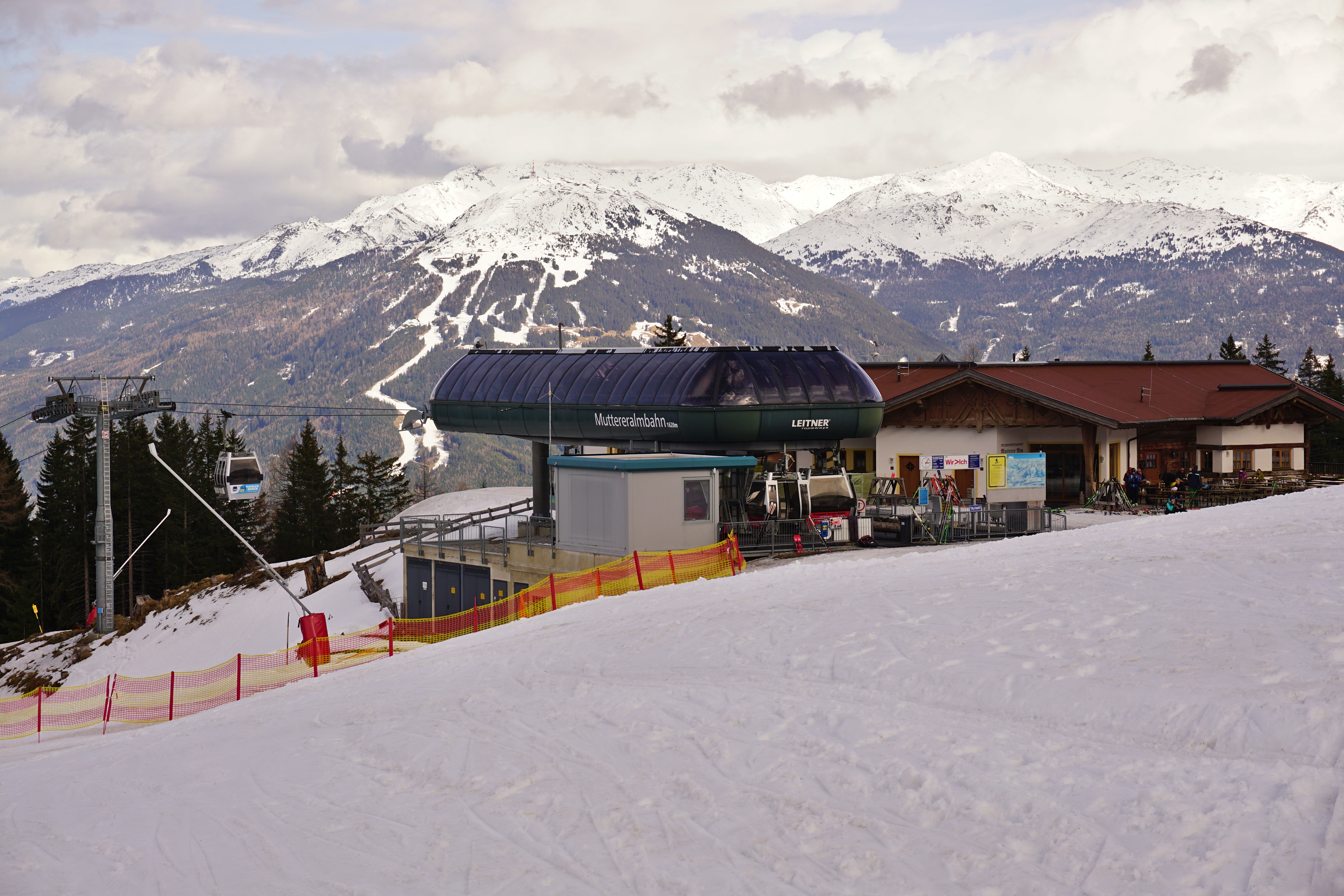
Bergstation

### Pfriemesköpfl

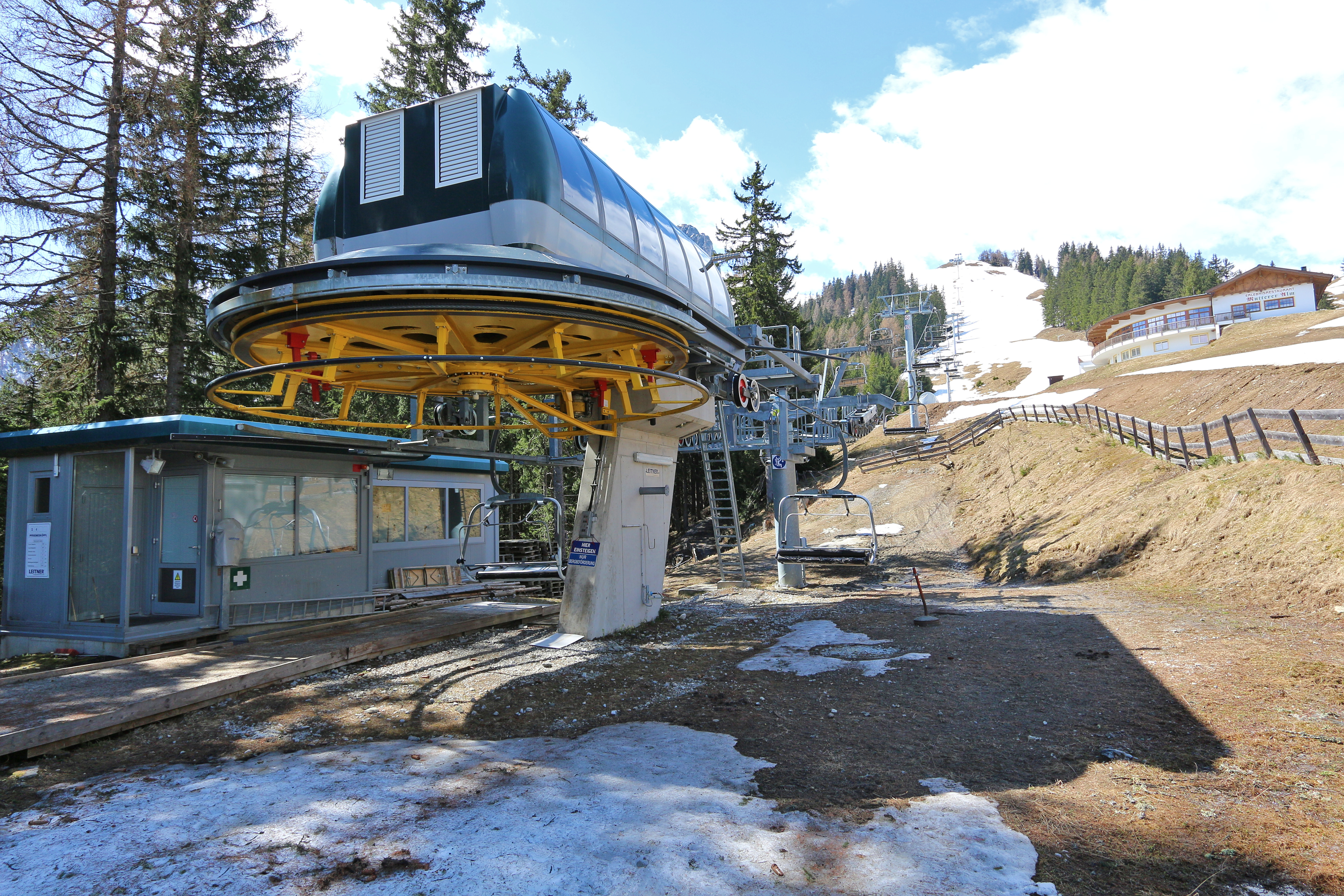
4er-Sessellift Pfriemesköpfl

Ein Vierersessellift führt von knapp unterhalb der Mutterer Alm auf das Pfrimesköpfl. Er wurde gleichzeitig mit der Muttereralmbahn gebaut, hat eine Länge von 737 m und eine Förderleistung von 2000 Pers./h. Vorher war hier eine fixgeklemmte 1er-Sesselbahn. Er verlängert die Muttereralmbahn zur Bergstation der Nockspitzbahn.

### Nockspitzbahn
Im Jahr 2008 wurde eine 8er-Kabinen-Einseilumlaufbahn nahe dem Ortskern von Götzens (886 m ü. A.) bis auf das Pfriemesköpfl (1802 m ü. A.) errichtet.
Diese hat eine Länge von 3200 m und eine Förderleistung von 2000 Pers./h. Bis Dezember 2015 hieß der Lift Götznerbahn. Auf etwa 1270 m ü. A. befindet sich eine Zwischenstation, welche nur von bergwärtfahrenden Kabinen durchfahren wird.

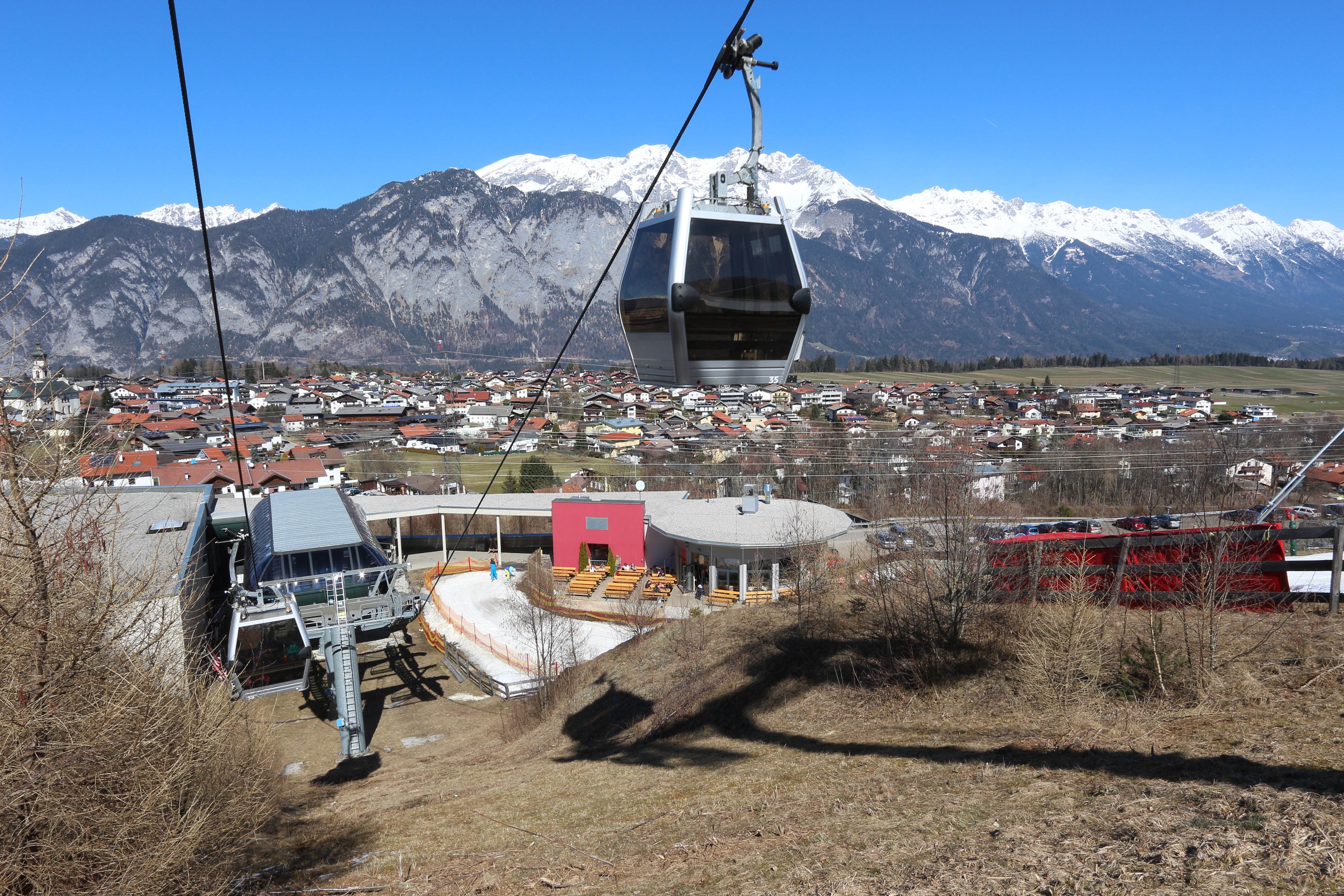
Talstation in Götzens
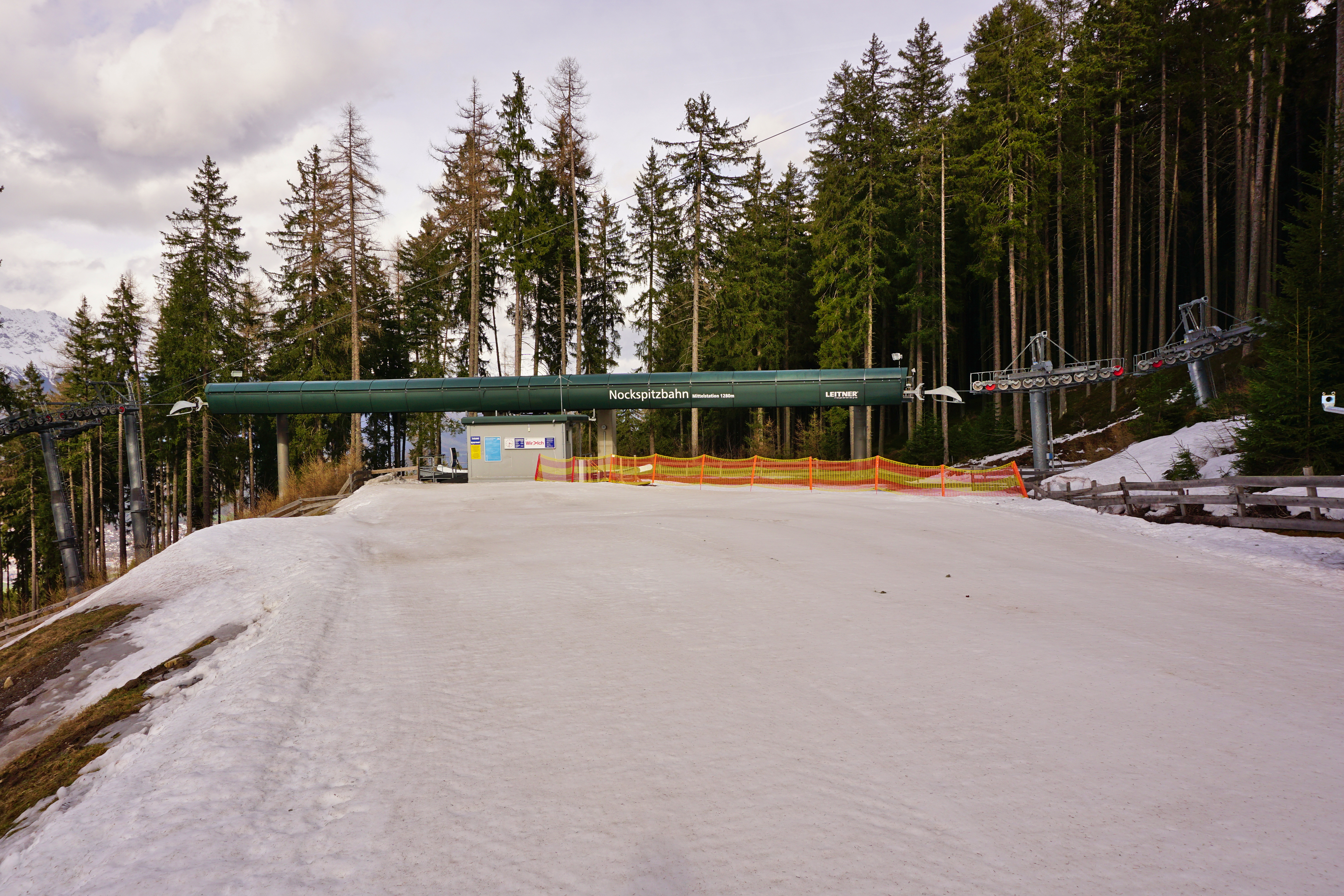
Mittelstation

### Almboden

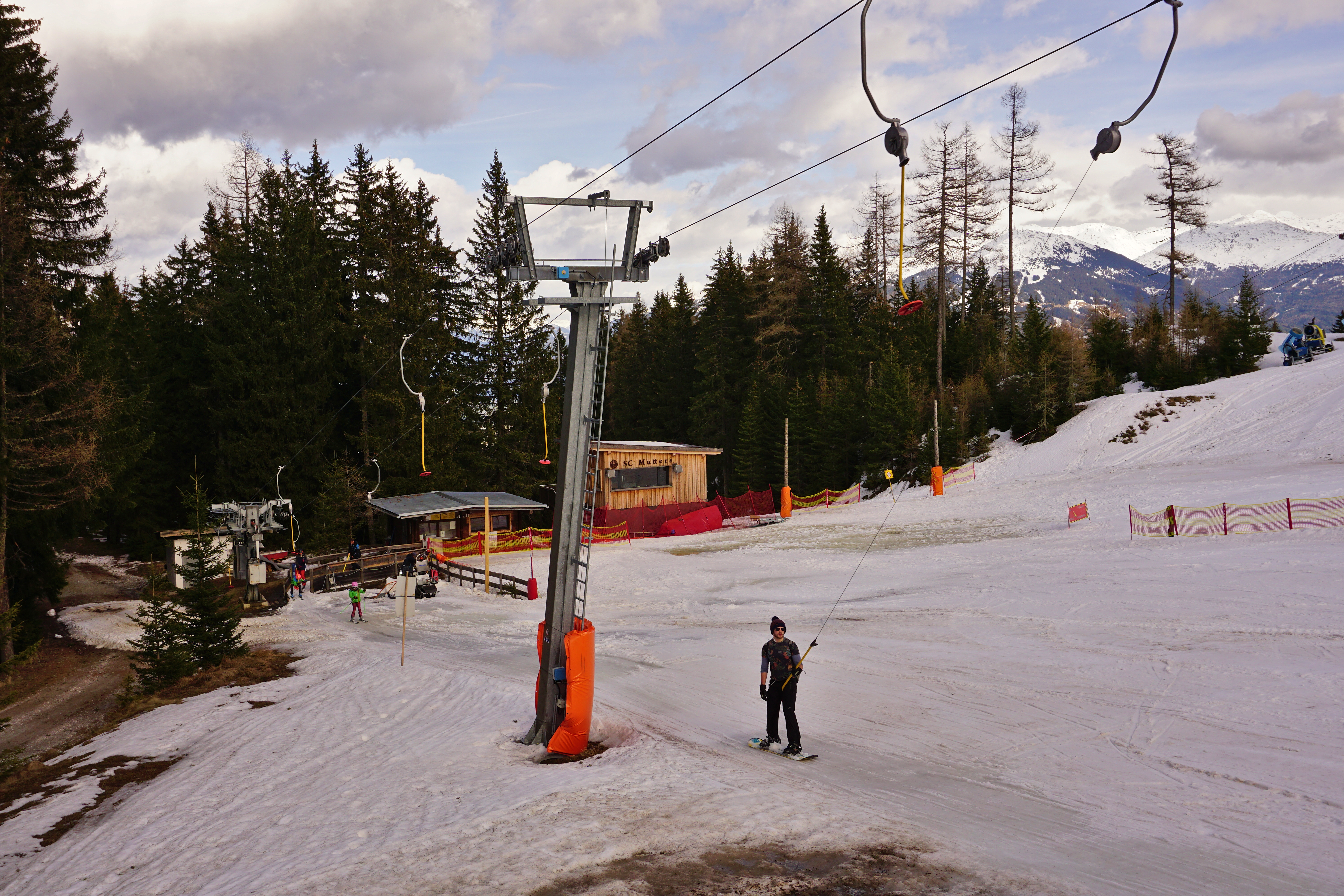
Schlepplift Almboden

Der Schlepplift Almboden wurde gegen einen Tellerlift ausgetauscht. Dieser beginnt ähnlich wie der Pfriemesköpfl etwas unterhalb der Muttereralm und hat eine Länge von 538 m und eine Förderleistung von 700 Pers./h.

### Sonstiges
Bei der Bergstation Muttereralm ist eine Übungs- und Kinderschiwiese, die seit Winter 2011/12 über ein Transportband („Zauberteppich“) für Kinder verfügt.

## Anbindung an weitere Skigebiete
Aus der Axamer Lizum besteht ein Skiweg vom Birgitzköpfl durch das hinterste Geroldsbachtal. Der Weg in die Lizum erfordert für Skifahrer derzeit den Bus. Eine direkte Bahn in die Axamer Lizum über das Birgitzköpfl war nach langen Verhandlungen[veraltet] eine Zeitlang vorgesehen, befindet sich aber (Stand Feb. 2017) nicht in konkreter Planung.
Ein Zusammenschluss der Axamer Lizum mit Schlick 2000 ist aus Naturschutzgründen (Ruhegebiet Kalkkögel) umstritten und derzeit nicht in der näheren Planung.

## Zufahrten – Erreichbarkeit
Die Mutteralmbahn ist mit der Stubaitalbahn direkt von Innsbruck in kurzer Zeit erreichbar. Ebenso verkehrt ein Schibus ab Innsbruck, bzw. aus dem westlichen Mittelgebirge (Axams, Birgitz, Götzens).